# احمد فهیم (بازیکن فوتبال)
احمد فهیم (انگلیسی: Ahmed Faheem؛ زادهٔ ۴ دسامبر ۱۹۹۴) بازیکن فوتبال اهل پاکستان است.
وی همچنین در تیم ملی فوتبال پاکستان بازی کرده است.